# Galwanoplastyka

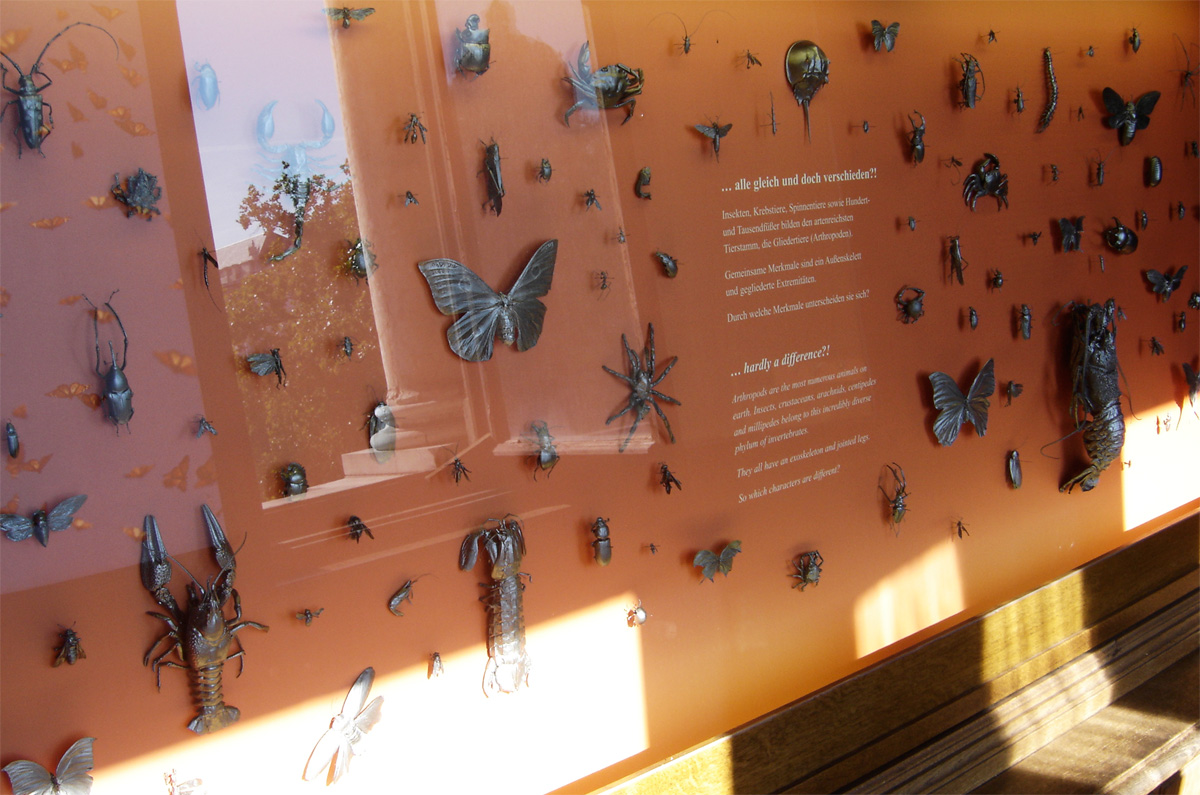
Odbitki galwanoplastyczne w Naturhistorisches Museum w Wiedniu

Galwanoplastyka – jeden z dwóch podstawowych działów galwanotechniki (drugim jest galwanostegia). Galwanoplastyka zajmuje się wytwarzaniem przedmiotów z metalu, cienkościennych, o skomplikowanych kształtach, zachowujących wiernie kształt podłoża, na którym są wytwarzane metodą osadzania elektrolitycznego.
Odbitki uzyskane metodą galwanoplastyki powstają na modelach wykonywanych dowolną techniką (np. jako rzeźba gipsowa, odlew silikonowy, okazy przyrodnicze itd.), spełniających rolę formy negatywowej, która jest pokrywana łatwo usuwalną warstwą przewodzącą prąd elektryczny (np. grafitem). Po wykonaniu odbitki, forma jest od niej oddzielana (i może być wykorzystywana wielokrotnie), a w przypadku bardziej skomplikowanych kształtów forma jest niszczona w celu jej usunięcia z wnętrza odbitki.
Utworzone metalowe odbitki są wykorzystywane do tworzenia form odlewniczych lub wtryskowych,  jako części urządzeń o skomplikowanych kształtach, a także do celów dekoracyjnych.